# Damias flavidior
Damias flavidior är en fjärilsart som beskrevs av Rothschild 1936. Damias flavidior ingår i släktet Damias och familjen björnspinnare. Inga underarter finns listade i Catalogue of Life.